# نيلس سوبيرغ
نيلس سوبيرغ هو لاعب جمباز فني سويدي، ولد في 12 مايو 1925 في فالون في السويد.

## وصلات خارجية
- نيلس سوبيرغ على موقع أوليمبيديا (الإنجليزية)
- نيلس سوبيرغ على موقع اللجنة الأولمبية السويدية (السويدية)